# 利隆圭縣
14°0′S 33°35′E / 14.000°S 33.583°E
利隆圭縣（Lilongwe District）是馬拉維中部的一個縣，屬於中央區的一部分，該縣北臨多瓦縣，東鄰代扎縣，南毗莫桑比克，西北面是卡松古縣和姆欽吉縣，面積6,159平方公里，人口1,346,360。